# Bronchocela
Bronchocela Kaup, 1827 è un genere di sauri della famiglia Agamidae.

## Distribuzione e habitat
L'areale del genere si estende dall'Asia meridionale, la penisola indocinese e le Filippine, attraverso la penisola malese e l'arcipelago indo-malese, sino alla Nuova Guinea.

## Tassonomia
Comprende le seguenti specie:
- Bronchocela celebensis Gray, 1845
- Bronchocela cristatella (Kuhl, 1820)
- Bronchocela danieli (Tiwari & Biswas, 1973)
- Bronchocela hayeki (Müller, 1928)
- Bronchocela jubata Duméril & Bibron, 1837
- Bronchocela marmorata Gray, 1845
- Bronchocela orlovi Hallermann, 2004
- Bronchocela rayaensis Grismer, Wood, Lee, Quah, Anuar, Ngadi & Sites, 2015
- Bronchocela rubrigularis Hallermann, 2009
- Bronchocela shenlong Grismer, Wood, Lee, Quah, Anuar, Ngadi & Sites, 2015
- Bronchocela smaragdina Günther, 1864
- Bronchocela vietnamensis Hallermann & Orlov, 2005